# Тризуб (организация)
Всеукраинская организация «Тризуб» имени Степана Бандеры (укр. Всеукраїнська організація «Тризуб» імені Степана Бандери) — праворадикальная украинская националистическая организация, декларирующая своё устройство по принципам ордена (сообщества членов, связанных общей целью и особыми правилами жизни), а не политической партии.
Основной целью организации заявлено создание Украинского соборного самостоятельного государства (укр. Українська соборна самостійна держава, УССД). Врагами при достижении этой цели являются «империализм и шовинизм, коммунизм и фашизм, космополитизм и псевдонационализм, тоталитаризм и анархизм, всякая другая нечисть, которая стремится паразитировать на крови и поте украинцев или увести их с магистрального пути к своему национальному государству». До тех пор, пока у «коренной нации» не появится «право творить державу, формировать и контролировать власть», до тех пор будет «невозможно решить ни одну её проблему (политическую, социальную, экономическую, межнациональную, военную, религиозно-конфессиональную, образовательную, культурную, экологическую и т. д.) в её пользу, до тех пор над украинцами на их земле будут властвовать чужие правды, чужие силы, чужая воля».
Решением Верховного Суда Российской Федерации от 17 ноября 2014 года, Всеукраинская организация «Тризуб» им. Степана Бандеры признана экстремистской и её деятельность на территории Российской Федерации запрещена.

## История организации

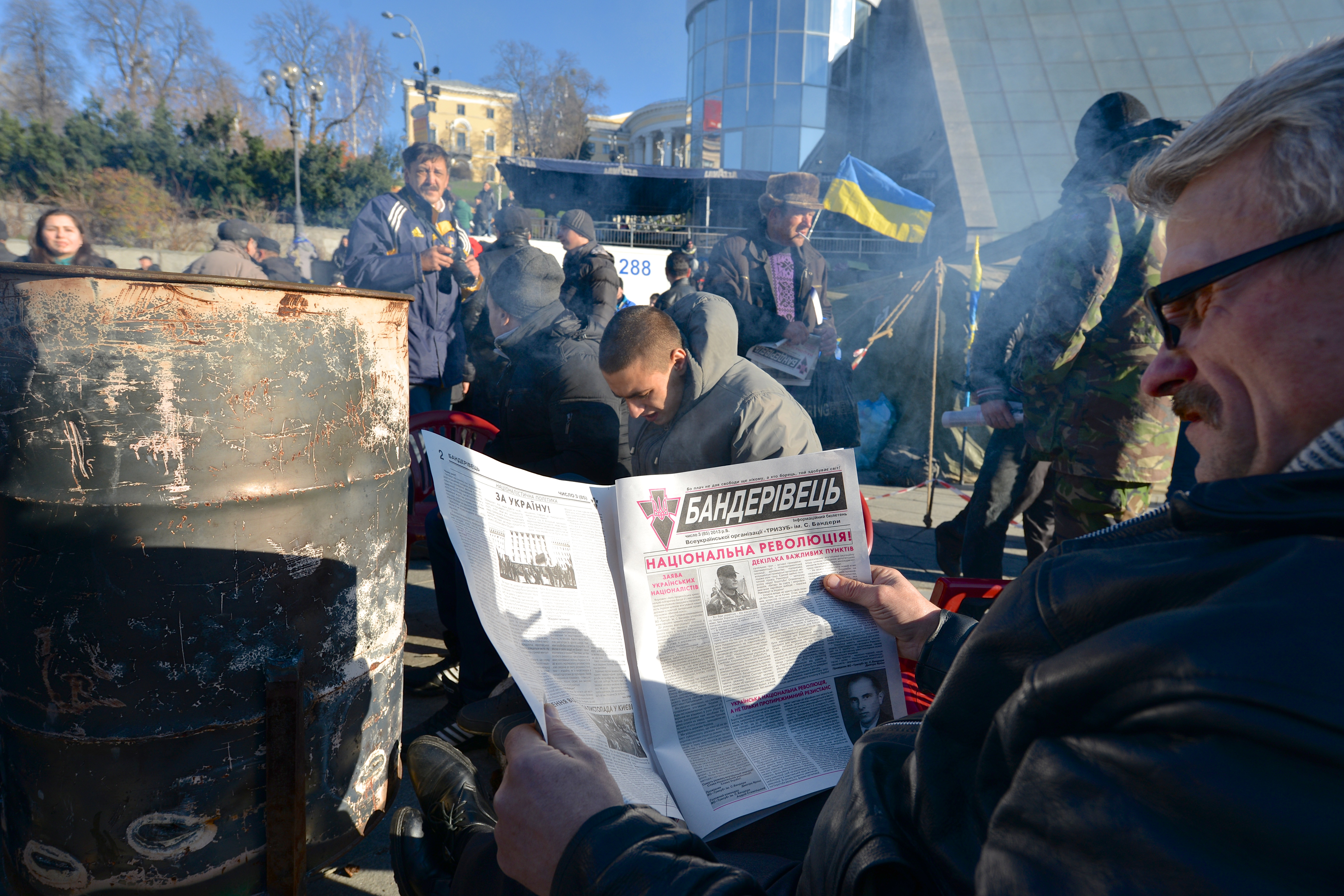
Участник Евромайдана читает газету «Бандеровец»

Датой создания организации считается 14 октября 1993 года. Её создателем и руководителем на протяжении долгих лет был языковед и литератор, доцент Дрогобычского педуниверситета Василий Иванишин.
В первые годы «Тризуб» представлял собой силовое крыло Конгресса украинских националистов (отсюда её символ — крест-меч и трезубец в круге). В 1999 году «Тризуб» отошёл от КУН и выделился в самостоятельную организацию во главе с «полковником» Дмитрием Ярошем.
В идейных лидерах организации значатся Евгений Коновалец, Степан Бандера, Роман Шухевич.
Руководителями организации после смерти Василия Иванишина (2007) являются Дмитрий Ярош и Андрей Стемпицкий (укр. Андрій Стемпіцький).

Из других видных активистов организации называют члена Тернопольского союза офицеров Евгения Филя (укр. Євген Філь) и Ивана Суту (укр. Іван Сута). Сам Дмитрий Ярош, указывая в интервью наличие в организации не только практиков, но и образованных теоретиков, упоминает Сергея Квита, ректора НУ «Киево-Могилянская академия», и Петра Иванишина, завкафедрой Дрогобычского педуниверситета:
Вообще «Тризуб» — это узкофункциональная организация орденского типа. У нас три конкретных задачи: пропаганда идеологии украинского национализма в интерпретации Степана Бандеры; воспитание украинской молодёжи в духе патриотизма; и национальная защитная деятельность, то есть защита чести и достоинства украинской нации, в любых условиях всеми доступными методами и способами.
Вообще украинский национализм и бандеровцы — это не узколобые плебеи с садистскими наклонностями, это интеллектуалы, люди, которые пишут, которые издаются, которые ведут работу не только в силовом поле. «Тризуб» — организация, которая производит определённые идеи.
23 июля 1997 года Тернопольский областной суд приговорил одного из руководителей «Тризуба» Ивана Суту к двум годам лишения свободы условно по статье 187-6 за создание незаконного военизированного формирования. 16 ноября 1998 года Львовским областным судом к небольшим срокам заключения за организацию акций гражданского неповиновения были приговорены активисты местного «Тризуба» Евгений Филь и В. Деревлянко. Одновременно определением суда сам «Тризуб» был признан незаконным военизированным формированием, подлежащим ликвидации. Однако 23 февраля 1999 года Верховный суд, пересматривавший дело, оставив в силе приговор «активистов», отправил на доследование решение о признании «Тризуба» незаконным и военизированным.
В ходе президентских выборов 1999 года организация «Тризуб» впервые выступила в поддержку Леонида Кучмы, мотивируя это необходимостью противостоять коммунистической угрозе, персонализированной в виде лидера КПУ Петра Симоненко. В своих агитационных листовках «Тризуб» называл Кучму «настоящим украинским державником», что подорвало репутацию «Тризуба» и возмутило многих радикальных националистов. В 2001 году, во время акций «Украина без Кучмы», газета «Бандеровец» жёстко критиковала протестующих, а активисты «Тризуба» нападали на колонны КПУ и СПУ.
В январе 2011 года были произведены задержания и аресты среди руководства организации по делу о подрыве памятника Сталину на территории Запорожского обкома КПУ — арестам подверглись руководитель Центрального провода Андрей Стемпицкий, его сын Филипп Стемпицкий, Роман Хмара, Эдуард Андрющенко, бывший руководитель Центрального провода Дмитрий Ярош, первый заместитель руководителя Центрального провода Андрей Тарасенко, председатель украинского отделения Антиимперского фронта Ростислав Винар, председатель Днепропетровской областной организации Сергей Борисенко, председатель Тернопольской областной организации.
В ноябре-декабре 2013 года «Тризуб» послужил костяком сформировавшегося во время Евромайдана объединения праворадикальных организаций «Правый сектор», а сам Дмитрий Ярош возглавил новое объединение. В России против Дмитрия Яроша Следственным комитетом было возбуждено уголовное дело «за публичные призывы к террористической деятельности с использованием СМИ», позднее Басманный суд выдал санкцию на заочный арест Яроша. Сам Ярош выдвинутые обвинения отвергает, а призыв к Доку Умарову на своей странице ВКонтакте объясняет взломом аккаунта неизвестными.
11 марта 2014 года Верховный Совет Автономной Республики Крым запретил на территории республики деятельность «Тризуба» и других националистических группировок, входящих в экстремистскую праворадикальную группировку «Правый сектор», а также ВО «Свобода», члены которых активно участвовали в массовых беспорядках в Киеве. По мнению Верховного Совета, их деятельность угрожает жизни и безопасности жителей Крыма.

## Идеология
«Декларация националистических принципов» на официальном сайте организации подвергает критике «гуманистов», которые «через якобинство, социализм и социал-демократию дошли до национал-социализма и коммунизма». «Пятой колонной», которая «осуществляет режим внутренней оккупации», называются «красные», левоцентристские партии, центристские, правоцентристские, демократические, национал-демократические, а также «даже националистические организации, которые обслуживают чужеродный и космополитичный транснациональный олигархический капитал криминального происхождения».
К представителям иных национальностей декларируется отношение, соответствующее определению Степана Бандеры: «побратимское» (если они борются за национальное украинское государство), «толерантное» (если они признают права украинцев «быть хозяевами на своей земле»), «враждебное» (к тем, кто противодействует национальному возрождению). Отношение к государственным законам следующее: «национальная идея превыше закона». В Декларацию входят программные документы ОУН: «Декалог украинского националиста» Степана Ленкавского, «12 примет характера украинского националиста» Осипа Мащака, «44 правила жизни украинского националиста» Зенона Коссака.
Заселение Европы представителями «других рас» называется «угрозой существованию европейских народов», так как, по убеждению националистов, раса является основой этноса, его «телом». Противостоять этому следует нанесением ударов по лицам или институтам, которые «обеспечивают вытеснение украинцев мигрантами»; украинцы «имеют законное право сопротивляться мигрантам, которые занимаются наркоторговлей, свысока относятся к местным и вступают в сексуальные отношения с местным женщинами». Так, например, «Тризуб» поддержал участников нападения на студенческий городок в Харькове в июне 2015 года, в результате которого несколько случайных иностранных граждан и граждан Украины оказались в больнице с тяжёлыми травмами и двое человек погибли.

## Религиозные принципы
Серьёзное внимание в «Тризубе» уделяется не только общефизической, но и идеологической подготовке сторонников. В частности, активно продвигаются идеи христианства как неразрывного с национализмом.
В «Декларации националистических принципов» заявляется, что «Всемогущий Бог сотворил нас украинцами, украинской нацией».
В одной из статей, размещённых на сайте организации, автор, обращаясь к теме средневековых крестовых походов за веру и вырождения современной Европы, говорит о необходимости новой «реконкисты», поскольку «Царство Небесне здобувається силою!».
В то же время в Декларации националистичных принципов, наряду с императивом христианства, находится место и для принципов экуменизма, объединяющего христианство, ислам и иудаизм: «Сутність нашої релігійної політики: Ми виходимо з того, що юдеїв, християн і мусульман об’єднує спільна віра в єдиного Бога» с дальнейшей цитатой из Корана — Сура 2,59 (62): 

Воістину, ті, які увірували, і ті, хто навернулися в юдейство, і християни, і сабії, які увірували в Аллаха і в останній день і творили благе, — їм їх нагорода у Господа їх, немає над ними страху, і не будуть вони опечалені.
— 

## Название и символика
Название организации совпадает с неофициальным названием Малого герба Украины, основной элемент которого напоминает трезубец. Этот знак порой называется «трезу́б» и по правилам русской орфографии писался и пишется через е. По-украински же название этого символа пишется как «тризуб», где [и] соответственно произносится как гласный среднего ряда, близкий к русскому [ы].
Эмблемой организации является «Христов меч и трезубец», как на эмблеме ОУН.